# 山梨ゆず
山梨 ゆず（やまなし ゆず、1987年4月8日 - ）は、日本の元AV女優である。プライムエージェンシーを卒業し、現在はフリーですみれと改名してアダルトモデルとして活動している。

## 略歴・人物
2010年にAVデビュー。なお、AVデビュー前に「藤井ゆず（ふじい ゆず）」の名前でイメージDVDに出演している。
2010年12月16日に「東尾真子（ひがしお まこ）」に改名した。
2013年8月1日に　フリーとなり「すみれ（すみれ）」に改名した。
2015年7月30日に　AV女優を卒業した。

## 出演作品

### イメージDVD
- モウムリ! もう無理（2010年4月15日、グラーツコーポレーション） ※「藤井ゆず」名義
- 妻美喰い（2011年11月29日、オルスタックピクチャーズ） ※「東尾真子」名義

### アダルトDVD

#### 「山梨ゆず」名義
2010年
- メコスジくいこみ染みパンコレクション（5月1日、ex）…オムニバス作品 他出演:真中ちひろ、梨杏、愛璃みい、水嶋あい、小泉あずさ、真咲りこ、瀬名つむぎ、泉結愛、相沢えみり、長坂美空、長谷川聖那
- 侵入!女子校生 夜這い 3（5月1日、ex）…オムニバス作品 他出演:愛璃みい、若菜優衣、小泉あずさ、真中ちひろ、水嶋あい、泉結愛、梨杏
- まんぐりオナニー（5月1日、ex）…オムニバス作品 他出演:真中ちひろ、水嶋アイ、瀬名つむぎ、泉結愛、相沢えみり、長坂美空、長谷川杏美、長谷川聖那、梨杏、愛璃みい、小泉あずさ、真咲りこ
- SOD女子社員 はじめての店舗研修（5月13日、SODクリエイト）…共演:皆川ゆき、三浦裕子、羽田奈々、吉村沙織、神戸るみ、小坂愛 ※「梨田由美子」名義
- 素人セーラー服生中出し（改） 54（5月15日、プラム） ※「さえこ」名義
- 訪問介護士のいやらしい営み（5月25日、オーロラプロジェクト） ※「ゆり」名義
- 平日の昼間、ゲームセンターでさりげなく男に目線を合わせてくる女子校生は｢即ヤリ相手｣を探している。だからいつもなら眺めるだけの上玉女子校生もこの時だけは手が届く!（6月24日、Hunter）…オムニバス作品 他出演:市井まお、七瀬歩、野中あんり、しずく ほか
- 醜男ハーレム （8月20日、OFFICE K'S）…共演:藤崎クロエ、横山みれい、橘なお、梨杏、あいみ、君嶋みゆ、森みほ
- 占い好きの女は疑う事を知らないので占い師になりすまして箱の中の勃起チンチンを握らせた（8月24日、ヒビノ）…オムニバス作品 他出演:村西まりな ほか
- 水着を奪い取れば勝利!! 真夏のド素人ローション相撲 負けたら浜辺でスケベな罰ゲーム!（8月24日、Hunter）
- 病院で白衣の天使にしてほしいエッチな看護ベストテン（8月24日、ROCKET）…共演:宮下リカ、大堀香奈、つくし、矢沢るい、松下カレン、麻宮かりん、こずえまき
- ノーカット連続発射（9月17日、OFFICE K'S）…オムニバス作品 他出演:新山ゆきみ、平松恵理香、君嶋みゆ、森ミホ、伊織
- 復活!SOD社内 スペシャル野球拳2010 シリーズ史上最多!10部署含む総勢30名出場! 祝 創立15周年! 一日限りの特別ファン感謝祭（10月7日、SODクリエイト）…共演:曽我部いずみ、水嶋あずみ、上木奈央 ほか ※※「梨田由美子」名義
- 陰毛いじり 2 〜絶景の恥丘、濡れるアンダーヘアー!!〜（10月15日、ex）…オムニバス作品 他出演:愛璃みい、泉結愛、梨杏、花蓮、佐々木りな、松すみれ、飯倉美奈子、葉山志穂、平山薫
- 120%リアルガチ軟派 in 群馬 vol.03（10月21日、プレステージ）…オムニバス作品
- 貴女のおもちゃにされたい 2 強制的に勃起させ激しい騎乗位で中出しさせる女（11月1日、edge）…オムニバス作品 他出演:瀬奈涼、小滝紗由美
- 手コキクリニック 12（11月4日、SODクリエイト）…共演:松下ヒロミ、瀬奈涼、羽月希、内田美奈子、菜菜美ねい
- フェラコレ熟女編 8（11月25日、隼エージェンシー）…オムニバス作品 他出演:北条麻妃、伊沢美春、七瀬歩、佐々木いちか、横山みれい、宮本ひかる、高倉舞、管野しずか、夏川未来、香山蘭、香坂めぐ、橘実加、国沢百合香、三村ちな
- 2010年度 SOD女子社員 （超）濃厚接待 大乱交忘年会（12月7日、SODクリエイト）…共演:小沢香苗、木村あゆみ、牧田みか、栗原あずみ、綾瀬久美、吉村伊織、嶋加奈子、高山留美、佐藤みさと、梶山理香子、藤田奈々子 ※「梨田由美子」名義
- 女子アナに顔射! ごっくんスペシャル Vol.2（12月7日、ROCKET）…オムニバス作品 他出演:瀬名あゆむ、水沢真樹
- B級素人初撮り 「部長、スミマセン」 浅香みゆりさん 23歳 派遣社員（12月15日、プラム） ※「浅香みゆり」名義
- 無言痴姦 私塾送迎車という密室で…（12月20日、スターパラダイス）…オムニバス作品 他出演:梅咲ほの香、星優乃、梨杏、山中えみ
- こだわりの手コキ 人妻編 9（12月25日、隼エージェンシー）…オムニバス作品 他出演:柳田やよい、北条麻妃、篠原奈美、宮本ひかる、伊沢美春、管野しずか、夏川未来、香坂めぐ、渋谷海莉、橘実加、加藤聖良、秋吉小百合、国沢百合香、三村ちな

2011年
- 猥褻体罰レイプ中出し凌辱乱交! 性的男尊女卑学園（3月19日、CROSS）…共演:伊織、早乙女ルイ、月野琴美、並木るか、水玉レモン

#### 「東尾真子」名義
2011年
- ベロキス痴漢バス 2 レズビアン女のスケベ指テクに清純女子も腰砕け（3月19日、ヒビノ）…オムニバス作品 他出演:水玉レモン ほか
- カードゲッターももか（3月25日、GIGA）…主演:伊織
- 癒しのM性感 睾丸専門性感マッサージ フェザータッチに思わず射精する男たち（4月5日、ジャネス）…オムニバス作品 他出演:松山エレナ、石田れいな、浅田博美
- M男の潮吹き天国 2 〜手コキ、亀頭責め、尿道責めで潮吹きさせられまくったM男〜（4月5日、未来 フューチャー）…オムニバス作品 他出演:梨杏、小倉もも、水瀬いつき、村瀬優花 ほか
- 女体悶絶実験病棟（4月20日、MAD）…オムニバス作品 他出演:月島美咲、伊織
- 淫脚パンティーストッキング（4月22日、HRC）…オムニバス作品 他出演:茉城ねね、中川もも
- 監禁・陵辱された義母と家庭教師（5月3日、プレミアムリップス）…共演:艶堂しほり
- 美熟女センズリ鑑賞 7 〜チ●ポを見たくて仕方がない美熟女たち〜（5月5日、ジャネス）…オムニバス作品 他出演:若林美保、安西優梨、伊沢悠
- 超プレミアム美人人妻厳選! ガチンコ中出し!顔出し!人妻ナンパ 〜港区白金・高輪の気品溢れる美人妻〜（5月25日、ビッグモーカル）…オムニバス作品 他出演:並木るか ほか
- 10人の美味しい生フェラ（5月27日、HRC）…オムニバス作品 他出演:中山エリス、楓乃々花、若槻ゆめ、水嶋あい、多岐川一葉、中川もも、桐原あずさ、藤崎ひなた、堀口奈津美
- ザーメンドッグカフェ（6月1日、MOODYZ）…主演:星野あかり
- マジックミラーの一枚向こうは婚約者… イヤラシすぎるブライダルエステに花嫁は声を殺して燃え上がる（6月18日、SODクリエイト）…オムニバス作品 他出演:愛原さえ、大堀香奈 ほか
- 女王様監禁レズ凌辱 牝マンコに堕落していく元本指名No.1（6月19日、アンナと花子）…共演:北条麻妃、堀口奈津美、小倉もも
- 欲情OVERニーソックス（6月24日、HRC）…オムニバス作品 他出演:町田みなみ、桐谷あや、小嶋ジュンナ
- 口だけフェラでイカされちゃった僕。（6月25日、アロマ企画）…オムニバス作品 他出演:愛音まひろ、桃井早苗、有村千佳、伊藤ユリエ
- 意地悪寸止め手コキ（6月25日、アロマ企画）…オムニバス作品 他出演:有村千佳、彩音さくら、早乙女さくら、つくし
- 若妻たちの借金返済中出し温泉ツアー（7月1日、MOODYZ）…共演:香山蘭、安田沙耶、平山薫、来栖あさみ、花沢真子、姫村ナミ
- 素人SSSゲッター Vol.15 海編（7月1日、アートモード）…オムニバス作品
- エロカワ娘の腰ふり騎乗位 3（7月13日、アロマ企画）…オムニバス作品 他出演:片桐りの、伊藤ユリエ、美咲結衣、麻倉みう、時咲さくら
- 部屋散らかってるけど本当にウチくるの?（8月12日、Up'S）…オムニバス作品 他出演:小桜りく、RiRi
- 背後からの羽交い絞め手コキ 2（8月19日、Fetish Box）…オムニバス作品 他出演:浅見友紀、平松恵理香、椎名ゆず
- 見つめられながらのささやき淫語とスローハンド手コキ 2（8月19日、Fetish Box）…オムニバス作品 他出演:宮下つばさ、大城かえで、中居ちはる
- VIP専用巨乳レズビアンソープ（8月20日、LADY×LADY）…主演:森ななこ 他出演:辺見麻衣
- 女子校生の勃起乳首オナニー 3（9月16日、OFFICE K'S）…オムニバス作品 他出演:来栖ひなた、あずみ恋、希内りな、雨宮琴音、瀬名あゆむ
- 美脚フェチ倶楽部 Vol.3（10月7日、OFFICE K'S）…オムニバス作品 他出演:篠原友里恵、香山蘭、月嶋音羽、あずみ恋、来栖ひなた、鈴木なつ
- 放課後、君のお尻で… あぁ…青春のアナル性交（10月5日、ドリームチケット）
- 照れるほど見つめられるフェラチオ 目が離せないフェラチオとホッペが膨らむ口内射精（10月5日、ドリームチケット）…オムニバス作品 他出演:水沢真樹、橘ひなた、泉麻那、有村千佳、瀬乃ゆいか、新城美稀、双葉みか、深田梨菜
- 逆転レズビアン 〜生徒に犯られる先生〜（11月4日、虎堂）…オムニバス作品 共演:ゆうきさやか 他出演:橘ひなた、辺見麻衣、早坂愛梨、小倉もも
- エロ腰騎乗位オナニー（11月4日、OFFICE K'S）…オムニバス作品 他出演:辺見麻衣、橘ひなた、ゆうきさやか、有村千佳
- 高速マシンガン手コキ（11月4日、OFFICE K'S）…オムニバス作品 他出演:山吹瞳、中山エリス、早坂愛梨、葉月希、仲本紗代
- 美熟女エステサロン 極上の指テクに潮吹きする男たち（11月5日、ジャネス）…オムニバス作品 他出演:平松恵理香 ほか
- ゾクっ… たっぷり淫語を囁かれながらの手コキで潮吹きするM男 3（11月15日、未来 フューチャー）…オムニバス作品 他出演:瀬名あゆむ、平山麻里香、野中あんり
- 蛸女（11月18日、淫熟）…オムニバス作品 他出演:桐原あずさ、有村千佳、辺見麻衣、西野あけみ
- 咥えたまま完全口内発射フェラチオ（11月18日、OFFICE K'S）…オムニバス作品 他出演:小倉もも、早坂愛梨、中山エリス、辺見麻衣

2012年
- ベラ噛み じゅるじゅると絡み合う舌（4月19日、Fetish Box）他出演：辺見麻衣、楓乃々花、黒田麻世

　他

### Vシネマ
- ミッドナイトエンジェル 〜世直し官能喫茶〜（2011年2月25日、トップマーシャル）…主演:麻美ゆま
- 脱衣麻雀バトルロワイアル（2011年11月2日、アルバトロス）…共演:Nina、佐々木杏、宇佐野瞳 ※「東尾真子」名義

### ピンク映画
- 若未亡人　うるむ肉壺（2012年、監督:関根和美）
- 奴隷人妻　恥辱のあえぎ（2012年11月公開、監督:関根和美）

## 電子書籍
- セーラー服の天使達 -Angelic Sallor-Girls-（2011年1月26日、TriBrain Company）

### ネット配信
- スパローズのギリギリセーフ!?(2012年6月 、12月、ニコジョッキー)